# Žacléřská vrchovina
Žacléřská vrchovina – według czeskich geomorfologów jest to jednostka geomorfologiczna (mikroregion) w północnych Czechach, przy granicy z Polską. Jest południowo-zachodnią częścią Broumovské vrchoviny. Od północnego zachodu ucina ją granica polsko-czeska, od północnego wschodu graniczy z Meziměstską vrchoviną, od południowego wschodu z Pogórzem Orlickim (czes. Orlické podhůří), od południowego zachodu z Podgórzem Karkonoskim (cz. Krkonošské podhůří) i od zachodu z Karkonoszami (cz. Krkonoše).
Jej powierzchnia (na obszarze Czech) wynosi 149 km².

## Podział
- Bernartická vrchovina
- Góry Krucze (czes. Vraní hory) – część czeska
- Radvanická vrchovina
- Jestřebí hory

## Budowa geologiczna
Žacléřská vrchovina obejmuje południowo-zachodnią i zachodnią część niecki śródsudeckiej. Zbudowana jest ze skał osadowych – zlepieńców, piaskowców, mułowców, łupków ilastych z pokładami węgla kamiennego i wulkanicznych – porfirów i melafirów oraz ich tufów górnego karbonu i dolnego permu.